# Okrug Autauga, Alabama
Autauga, okrug u američkoj državi Alabama osnovan je 21. studenog 1818. Nekad su ovdje živjeli Tawasa ili Autauga Indijanci u selu poznatom kao Atagi ("pure water") na obali rječice koju su naseljenici prozvali "Pearl Water Creek".
Smješten je u središnjem djelu Alabame, sjeverozapadno od glavnog grada Montgomeryja. Jedan je od najbrže rastućih okruga države. Središte mu je grad Prattville, kojeg je osnovao industrijalac Daniel Pratt, po kojem nosi i ime. Zahvaljujući uzgoju pamuka postao je gospodarstveni div tijekom 19-og stoljeća. 
Prema popisu stanovništva iz 2010. Autauga je ima 54.751 stanovnika. 78,5% su bijelci, 17,7% Afroamerikanci, 2,4% Latinoamerikanci, 1,6% se izjasnilo kao pripadnici dvije ili više rasa, 0,9% su azijati te 0,4% Indijanci.
Površina Autage iznosi 1.544 km2 (595,97 kvadratnih milja). Nalazi se između okruga Chilton na sjeveru, okruga Elmore i Montgomery na istoku, okruga Lowndes na jugu te okruga Dallas na zapadu. Rijeka Alabama protječe južnom granicom okruga dok brojni potoci kao Little Mulberry, Autauga i Swift presjecaju njezino područje. 
Najnaseljenija mjesta Autauga okruga su (prema popisu iz 2010.):   
| Prattville   | 33.960 |
| Millbrook    | 14.640 |
| Pine Level   | 4.183  |
| Marbury      | 1.418  |
| Autaugaville | 870    |
| Billingsley  | 144    |

## Naseljena mjesta
- Prattville*, 32° 27' 50" N and 086° 27' 35" W. Stanovništvo: 33.960 (2010). Okružno središte. 7 naselja u SAD-u jedno u Alabami.
- Autaugaville, 32° 26' 02" N, 086° 39' 17" W. tanovništvo: 870 (2010); jedino naselje u SAD-u pod ovim imenom.
- Bethel Grove, 32° 37' 40" N, 086° 51' 00" W. 3 su naselja u SAD-u pod ovim imenom, dva u Alabami, drugo je u okrugu Lauderdale.
- Billingsley, 32° 39' 34" N, 086° 43' 04" W. Stanovništvo: 116 (2000). Jedino u SAD-u pod ovim imenom.
- Bonita, 32° 32' 40" N, 086° 49' 42" W. 14 istoimenih naselja u SAD-u, jedno u Alabami.
- Booth, 32° 30' 01" N, 086° 34' 19" W. 10 istoimenih u SAD-u, jedno u Alabami.
- Brothers MH Park, 32° 26' 10" N, 086° 28' 59" W. Dva u SAD-u, drugo je na Floridi.
- Browntown, 32° 36' 40" N, 086° 35' 28" W. U SAD-u postoji 20 mjesta s ovim imenom, od toga 3 u Alabami. Ostala 2 su u okruzima Jackson i Walker.
- Country Club Estates, 32° 26' 43" N, 086° 28' 38" W. 47 u SAD-u, 7 u Alabami. Ostalih 6 u okruzima Mobile, Talladega, Madison, Marshall, Coffee i Pike.
- Dosterville, 32° 26' 18" N, 086° 26' 59" W. Ovo mjesto u SAD-u više nigdje nema imenjaka.
- Evergreen, 32° 33' 08" N, 086° 45' 28" W. 42 naselja u SAD-u, 2 u Alabami, drugo je u okrugu Conecuh.
- Forester, 32° 26' 13" N, 086° 35' 53" W. 3 u SAD-u, jedno u Alabami.
- Fremont, 32° 32' 43" N, 086° 53' 41" W. 19 u SAD-u. Jedno u Alabami.
- Haynes, 32° 37' 32" N, 086° 40' 23" W. 10 u SAD-u, jedno u Alabami.
- Hunting Ridge, 32° 27' 17" N, 086° 28' 38" W.
- Independence, 32° 31' 23" N, 086° 42' 05" W. 38 naselja u SAD-u pod točno tim imenom, plus 6 povijesnih naselja. U Alabami jedno
- Joffre, 32° 33' 46" N, 086° 38' 21" W. 3 u SAD-u, jedno u Alabami.
- Jones, 32° 35' 02" N, 086° 53' 51" W. 22 u SAD-u, jedno u Alabami.
- King Arthur Manor, 32° 26' 10" N and 086° 28' 19" W. Jedino u SAD-u.
- Langford MH Park, 32° 25' 41" N and 086° 27' 36" W. Jedino u SAD-u.
- Live Oaks, 32° 29' 00" N and 086° 28' 30" W. Dva u SAD-u, jedno u Alabami, drugo u Južnoj Karolini.
- Marbury, 32° 42' 04" N, 086° 28' 16" W. Stanovništvo: 1.418 (2010). Dva u SAD-u, drugo je u Marylandu.
- Melmar, 32° 29' 00" N and 086° 29' 05" W. Jedimno u SAD-u.
- Milton, 32° 33' 31" N, 086° 48' 26" W. 42 u SAD-u, jedno u Akabami.
- Mount Sinai, 32° 32' 57" N, 086° 32' 42" W. 6 u SAD-u, dva u Alabami, drugo je u okrugu Montgomery.
- Mulberry, 32° 27' 34" N, 086° 46' 35" W. 22 u SAD-u, 3 u Alabami, ostala dva u okruzima Chilton i Crenshaw.
- New Prospect, 32° 39' 54" N, 086° 32' 19" W, 7 u SAD-u, dva u Alabami, drugo je u okrugu Hale. jedno povijesno u Tennesseeju.
- Oak Grove, 32° 37' 20" N, 086° 32' 44" W, striktono pod ovim imenom 169 u SAD-u, 14 u Alabami (okruzi: Hale, Talladega, Jefferson, Limestone, Geneva, Marshall, Tuscaloosa, Chilton, Madison, Mobile, Lawrence, DeKalb i Franklin), plus 8 povijesnih mesta, dva u Alabami, u okruzima Calhoun i Perry.
- Old Kingston, 32° 34' 25" N, 086° 36' 03" W. Jedino u SAD-u.
- Overlook, 32° 26' 49" N, 086° 25' 48" W. 15 u SAD-u ,dva u Alabami, drugo je u okrugu Jackson.
- Pate, 32° 28' 57" N, 086° 30' 21" W. jedino u SAD-u.
- Peace, 32° 24' 31" N, 086° 46' 16" W. 2 u SAD-u, oba u Alabami, drugo je u okrugu Randolph. Jedno povijesno u Arkansasu.
- Pine Flat, 32° 39' 15" N and 086° 25' 52" W. 4 u SAD-u, jedno u Alabami.
- Pine Level, 32° 35' 01" N and 086° 27' 56" W. 7 u SAD-u, 3 u Alabami. Ostali u Okruzima Coffee i Montgomery.
- Poseys Crossroads, 32° 34' 24" N and 086° 33' 07" W
- Prattmont, 32° 27' 35" N and 086° 27' 00" W. Jedino naselje u SAD-u pod ovim imenom.
- Pyron, 32° 42' 08" N and 086° 29' 38" W. jedino naselje u SAD-u pod ovim imenom.
- Rollins, 32° 39' 25" N and 086° 27' 18" W. 8 u SAD-u, dva u Alabami, drugo u okrugu Chambers; dva povijesna u SAD-u, jedno u Alabami u okrugu Etowah.
- Statesville, 32° 28' 10" N and 086° 49' 50" W. 4 u SAD-u, jedno u Alabami
- Stoney Point, 32° 35' 27" N, 086° 25' 56" W. 9 u SAD-u i jedno povijesno (također u Alabami; 34° 53' 50" N, 087° 41' 33" W). U Alabami jedno.
- Upper Kingston, 32° 28' 20" N and 086° 28' 55" W. jedino u SAD-u pod ovim imenom.
- Vida, 32° 36' 36" N and 086° 40' 28" W. 5 naselja u SAD-u pod ovim imenom; jedno u Alabami.
- Vida Junction, 32° 34' 26" N and 086° 40' 56" W. Jedino naselje u SAD-u pod ovim imenom.
- Vine Hill, 32° 36' 44" N and 086° 54' 08" W. 2 naselja u SAD-u pod ovim imenom, drugo je u Kaliforniji
- W C Rices Trailer Park, 32° 27' 40" N,  086° 29' 56"
- Wadsworth, 32° 23' 51" N, 086° 31' 42" W, 11 u SAD-u pod ovim imenom. Dva u Alabami u istom okrugu.
- Wadsworth, 32° 40' 29" N, 086° 27' 03" W, 11 u SAD-u pod ovim imenom. Dva u Alabami u istom okrugu.
- Washington Hill, 32° 24' 29" N, 086° 28' 04" W. dva naselja u SAD-u pod ovim imenom; drugo je u Pennsylvaniji.
- Whispering Pines, 32° 29' 13" N, 086° 29' 13" W. 25 naselja je u SAD-u pod točno ovim imenom, bez 2 povijesna mjesta. Dva u Alabami, drugo je u okrugu Houston.
- White City, 32° 38' 54" N, 086° 35' 58". Ovo ime nosi 28 naselja u SAD-u, dva u Alabami, drugo je u okrugu Cullman.
- White Water, 32° 27' 50" N, 086° 38' 08" W. Dva naselja u SAD-u pod ovim imenom. Jedno u Alabami, drugo u Kaliforniji.
- Willowbrook, 32° 27' 22" N, 086° 27' 43" W. 12 naselja u SAD-u pod ovim i,emom; 2 u Alabami. Drugo je u okrugu Madison.
- Winslow, 32° 30' 58" N, 086° 46' 12" W. 16. je naselja u SAD-u pod ovim imenom. Dva u Alabami; drugo je u okrugu Limestone.
- Woodland Heights, 32° 27' 48" N, 086° 26' 22" W. 18 mkesta u SAD-u pod ovim imenom. U Alabami samo jedno

## Vanjske poveznice
|  | Zajednički poslužitelj ima još gradiva o temi Okrug Autauga, Alabama |

- Map of Autauga County, AL
- Autauga County, Alabama  Arhivirana inačica izvorne stranice od 2. ožujka 2012. (Wayback Machine)